# Yosef Haim Brenner
Yosef Haim Brenner,  en hebreo יוסף חיים ברנר, llamado también Yosef Chaim Brenner (Novi Mlini, 1881 – Jaffa, 2 de mayo de 1921), fue un poeta y escritor de origen ucraniano instalado en la primitiva Palestina a comienzos del siglo XX.

## Biografía

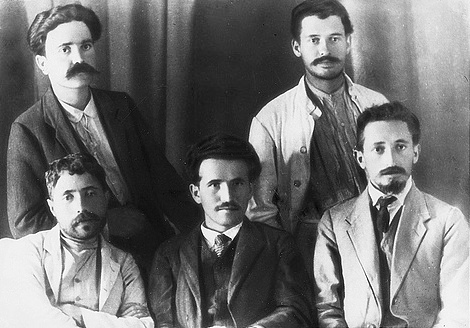
De derecha a izquierda; sentados: Itzhak Ben-Zvi, David Ben Gurion, Yosef Haim Brenner; de pie: Aaron Reuveni y Yakov Zerubavel (1912)

Brenner nació en una familia judía de origen humilde en la ciudad ucraniana de Novi Mlini. Su vida no puede desligarse de la diáspora de su tiempo, por lo que los pensadores de su generación vieron desvanecerse los ideales ilustrados de una emancipación definitiva, ante la dificultad de adaptarse a la sociedad emergente, prefirieron regresar a tierras de la región de Palestina.
Brenner repudió pronto el maniqueísmo ortodoxo de parte de su familia para adoptar posiciones próximas al llamado socialismo judaico. Publicó su primer cuento, Pat Lechem ("Una hogaza de pan"), en la revista HaMelitz, escrito en hebreo, en 1900, seguido de otros cuentos el año siguiente. En 1902, Brenner fue reclutado por el Ejército Imperial Ruso y dos años más tarde, al estallar la guerra ruso-japonesa, desertó, jugándose varios años de cárcel. Marchó primero a Londres, donde trabajó como impresor para el HaMe'orer, periódico judío publicado entre 1906 y 1907, y luego en Galizia, donde trabajó como obrero. En 1909 se trasladó a Palestina, entonces parte del Imperio otomano, y defendió el nuevo sionismo con la esperanza de que el regreso de los judíos supusiera un cambio en la sempiterna diáspora de su pueblo. Enseñó en un instituto de Tel Aviv y trabajó como agricultor y educador, además de escritor.
Murió en una emboscada el 2 de mayo de 1921, con motivo del primer levantamiento árabe, justo cuando estaba terminando de escribir su novela Ha-aretz ("La Tierra"). Según su biógrafa Anita Shapira, sufría episodios depresivos severos y problemas de identidad sexual.

## Estilo literario
Su primera novela, Ba-Horef ("En el invierno"), publicada en 1904, ya contiene los elementos principales de su obra madura. El protagonista es una figura similar al propio autor, rudo, a veces propenso a la mezquindad, siempre en defensa propia y huidizo. La novela estimuló a una nueva generación de pensadores a recrear un mundo lejos de su tierra natal, Ucrania.
A Brenner se le ha llamado un escritor experimental, tanto por el propio uso del lenguaje como por sus conceptos. Además del hebreo moderno, Brenner utilizó e implementó una mezcla de hebreo antiguo, arameo, yidis, inglés y árabe. El espíritu de sus escritos incluía elementos tanto realistas como irracionales y fuertemente emocionales.

## Obras
- Me-ʻemek ʻakhor: tsiyurim u-reshimot [De un valle sombrío] (relatos). Varsovia: Tushiyah. 1900. Colección de 6 relatos sobre la diáspora.
- Ba-ḥoref [En invierno] (novela). Ha-Shilo'aḥ. 1904.
- Mi-saviv la-nekudah [En torno al punto] (novela). Ha-Shilo'aḥ. 1904.
- Me'ever la-gvulin [Más allá de la frontera] (relato). Londres: Y. Groditzky. 1907.
- Min ha-metzar [Fuera de las profundidades] (relato). Ha-Olam. 1908–1909.
- Bein mayim le-mayim [Entre agua y agua] (relato). Warsaw: Sifrut. 1909.
- Kitve Y. Ḥ. Brenner [Colección de relatos]. Kruglyiakov. 1909.
- Atzabim [Nerves] (relato). Leópolis: Shalekhet. 1910. Aparecida en Ocho Obras Maestras de la Narrativa Hebrea, Barcelona, Riopiedras, 1989.
- Mi-kan u-mi-kan: shesh maḥbarot u-miluʼim [De aquí a allí] (novela). Varsoviapublisher=Sifrut. 1911.
- Sipurim [Historias]. Sifriyah ʻamamit; no. 9. Nueva York: Kadimah. 1917. hdl:2027/uc1.aa0012503777.
- Shekhol ve-khishalon [Colapso y duelo] (novela). Hotsaʼat Shtibel. 1920.[3]
- Kol kitve Y. Ḥ. Brenner [Colección de relatos de Y. H. Brenner]. Tel Aviv: Hotsaʼat Shtibel. 1924–1930.
- Ketavim [Colección de relatos] (por entregas). Ha-kibutz ha-me’uhad. 1978–1985.